# Système éducatif en Angola
En Angola, le système éducatif compte six ans d'enseignement obligatoire, en vertu de la loi angolaise sur l'éducation (13/01) du 31 décembre 2001 . L'alphabétisation des adultes continue d'être faible, mais les chiffres du gouvernement et d'autres sources sont contradictoires. Les besoins en matière d'alphabétisation et d'éducation sont difficiles à évaluer. Selon les estimations de 2015, le taux d'alphabétisation en Angola est de 71,1% (82% pour les hommes et 60,7% pour les femmes) . Le système universitaire se développe au début du vingt-et-unième siècle.
L'Initiative de mesure des droits de l'homme constate que l'Angola n'a atteint que 36,7% de ce qui était possible à son niveau de revenu pour le respect du droit à l'éducation, ce qui rend le score de ce pays « très mauvais » . Tout en tenant compte du niveau de revenu de l'Angola, ce pays  ne fait que 61,4% de ce qui devrait être possible pour l'enseignement primaire et seulement 12,0% pour l'enseignement secondaire .

## Histoire
Pendant la majeure partie de la période coloniale, l'accès des Africains à l'éducation est limité. Les populations rurales angolaises, qui conservent leur langue et leur culture, ne parlent pas portugais . Au Portugal continental, la patrie des autorités coloniales qui gouvernent l'Angola du XVIe siècle à 1975, les taux d'analphabétisme dépassent 80 % au dix-neuvième siècle et 68,1% de la population du Portugal continental est classée comme analphabète par le recensement de 1930. Le taux d'alphabétisation du Portugal continental dans les années 1940 et au début des années 1950 est faible pour les normes nord-américaines et européennes de l'époque. Ce n'est qu'au milieu des années 1960 que ce pays rend l'enseignement public accessible à tous les enfants âgés de six à douze ans, et les territoires d'outre-mer profitent de ces nouveaux développements en matière d'éducation et du changement de politique à Lisbonne.
En Angola, jusqu'aux années 1950, les installations gérées par le gouvernement se limitent aux zones urbaines et sont rares pour un territoire aussi vaste . La responsabilité de l'éducation des Africains incombait aux missions catholiques et protestantes . En conséquence, chacune des missions établit son propre système scolaire et les enfants sont éduqués dans la langue et la culture portugaises. Cette entreprise éducative missionnaire séculaire en Angola portugais est soumise à la coordination portugaise qui gère les questions pédagogiques et organisationnelles . L'éducation au-delà du niveau primaire est peu accessibles aux Africains Noirs avant 1960, et la proportion du groupe d'âge ayant fréquenté l'école secondaire est plus faible chez les Noirs que chez les Blancs (et, toute ethnie confondue, plus faible chez les ruraux que chez les urbains). Néanmoins, la fréquentation de l'école primaire était en augmentation .

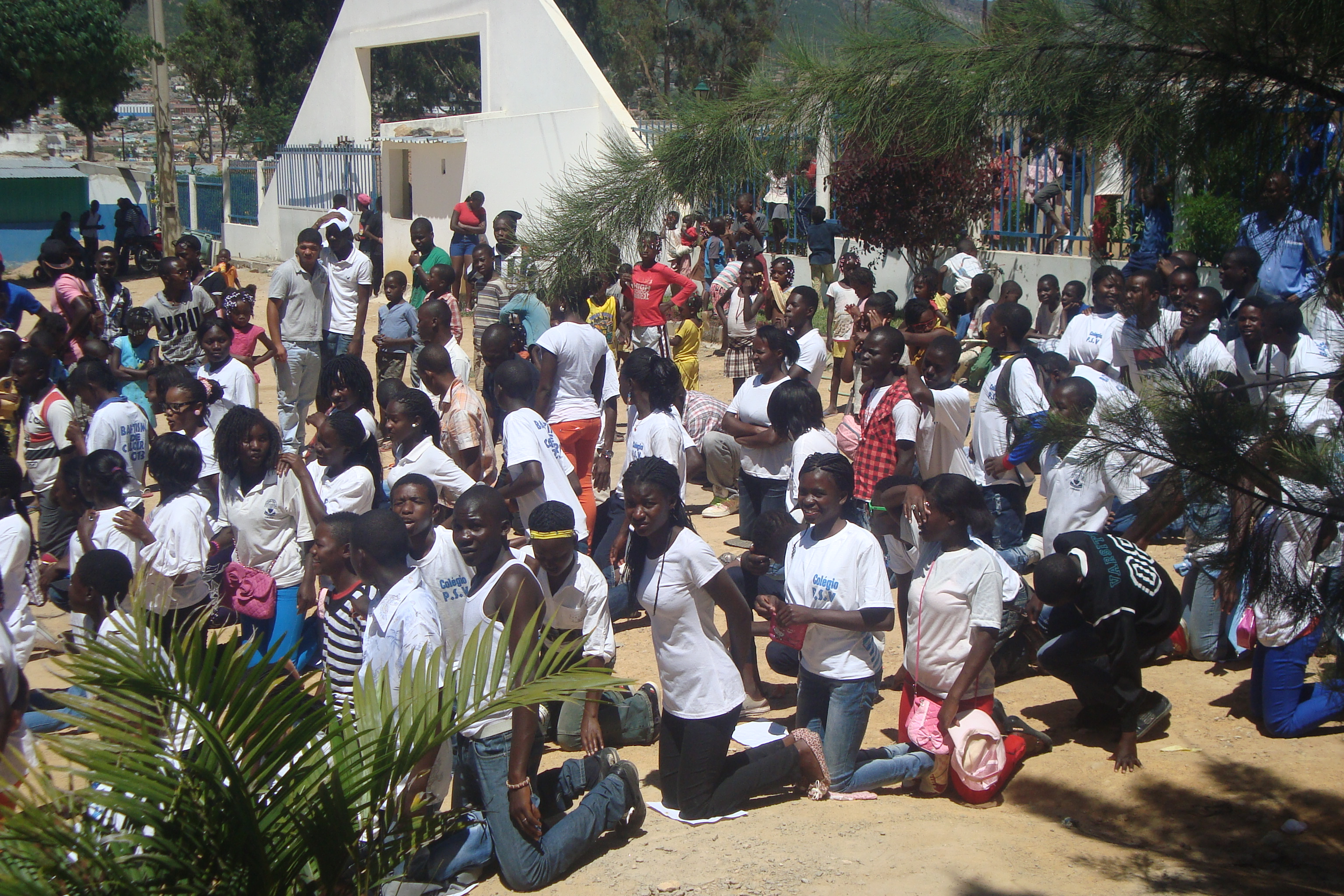
Des élèves lors d'une activité récréative dans les locaux du Collège PSV, à Lubango, en 2011.

Malgré le manque de qualification de la plupart des enseignants Africains au primaire, le niveau d'éducation est considéré comme raisonnable . La plupart des enseignants du secondaire étaient portugais . En 1962, la première université établie en Angola est fondée par les autorités portugaises :  Estudos Gerais Universitários de Angola (rebaptisée Universidade de Luanda en 1968). Cette première université angolaise a délivré plusieurs diplômes, par exemple en ingénierie et en médecine .
La guerre coloniale portugaise (1961-1974) n'endommage que peu le système éducatif. Cependant, la guerre civile angolaise (1975-2002) qui suit l'indépendance bouleverse le système éducatif et les progrès réalisés sont compromis . Après l'indépendance et l'éclatement de la guerre civile, la plupart des Portugais quittent l'Angola (parmi eux, le personnel des écoles secondaires), de nombreux bâtiments sont endommagés et la disponibilité du matériel pédagogique est limitée .
Un rapport du Premier Congrès du Parti publié en décembre 1977 accordait une priorité élevée à l'éducation. Le gouvernement a estimé le niveau d'analphabétisme après l'indépendance entre 85% et 90% et a fixé l'élimination de l'analphabétisme comme une tâche urgente. En 1985, après une importante campagne d'alphabétisation, le taux moyen d'alphabétisation des adultes est officiellement estimé à 59 % ; cependant, des sources gouvernementales américaines estiment l'alphabétisation à seulement 20%. À l'indépendance, il y avait 25 000 enseignants du primaire, mais moins de 2 000 étaient qualifiés pour ces postes, même minimalement . La pénurie d'instructeurs qualifiés était plus prononcée au niveau secondaire, où il n'y avait que 600 enseignants. De plus, les écoles secondaires n'existaient que dans les villes. Le Premier Congrès du Parti réagit à ce problème en décidant d'instituer un système obligatoire de huit ans d'éducation fondamentale gratuite pour les enfants âgés de sept à quinze ans .
La scolarisation, dont l'augmentation est lente du fait de la jeunesse de la population angolaise, reflète les effets de l'insurrection. En 1977, le gouvernement signale que plus d'un million d'élèves du primaire étaient inscrits, ainsi qu'environ 105 000 élèves du secondaire, soit environ le double du nombre d'inscrits en 1973. Les proportions des groupes d'âge pertinents que ces élèves constituaient n'étaient pas connues. Dans le cas des élèves du primaire, il s'agissait peut-être de près des deux tiers; dans celui des élèves du secondaire, il était peut-être d'un dixième à un huitième. Les statistiques officielles du gouvernement publiées en 1984 montrent que les inscriptions à l'école primaire tombèrent à 870 410 et les inscriptions à l'école secondaire (y compris les étudiants des écoles professionnelles et de la formation des enseignants) passent à 151 759. La scolarisation combinée dans le primaire et le secondaire représente 49 % de la population d'âge scolaire. En 1986, le nombre d'inscriptions à l'école primaire passe à 1 304 145.

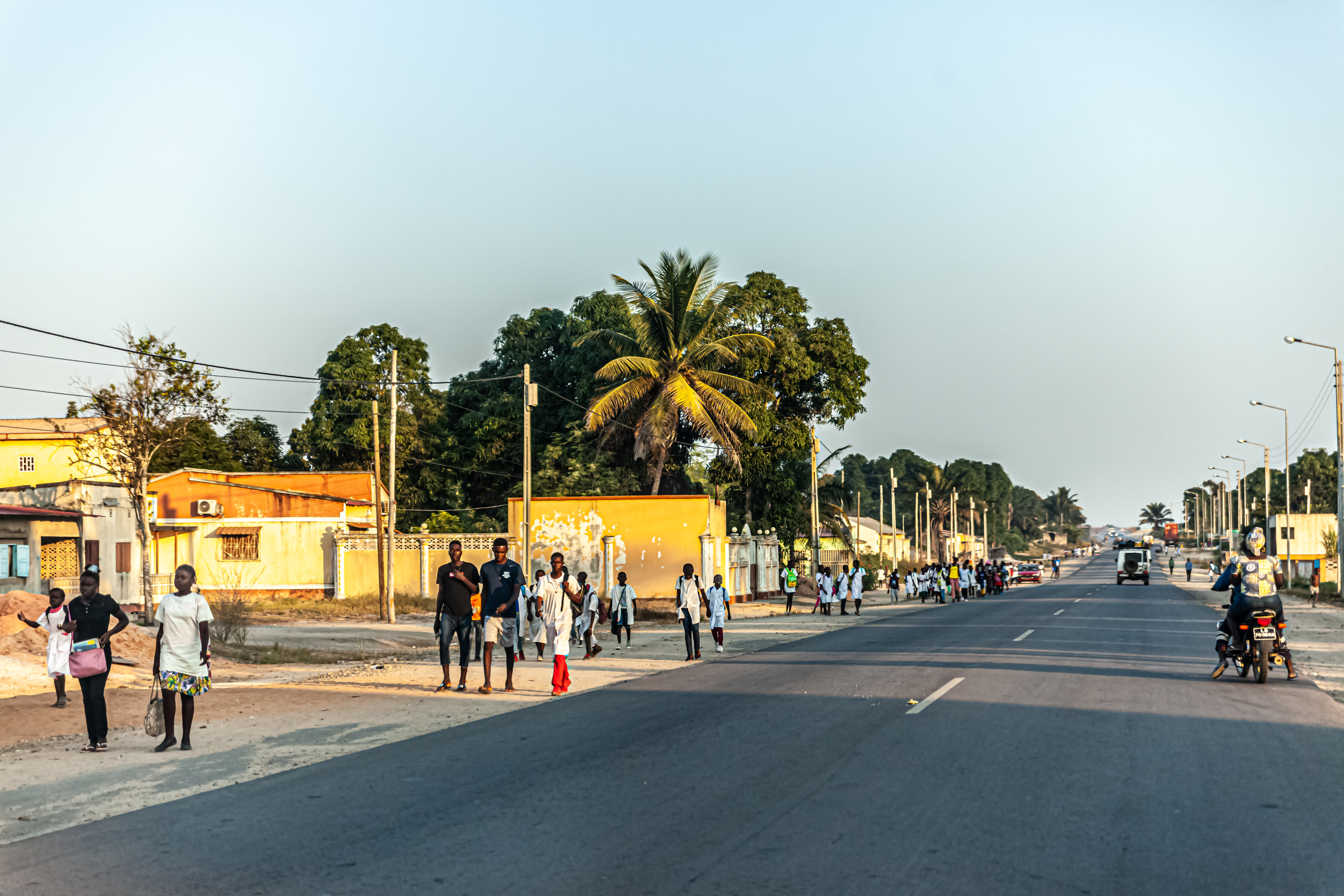
School in Sessions

Après l'indépendance de l'Angola du Portugal en 1975, l'Université de Luanda, construite par les Portugais, est refondée sous le nom d'Universidade de Angola (Université d'Angola) en 1979. D'autres institutions comme la faculté des sciences agricoles dont le siège se situe dans la ville centrale angolaise de Huambo qui était connue avant l'indépendance par ses nombreux établissements d'enseignement, en particulier l'Institut de recherche agricole fondé par le Portugal qui appartient actuellement à la Faculté des sciences agricoles de l'Agostinho Neto. Université, constituent une suite de l'éducation donnée sous la période coloniale. L'Université de Luanda, fondée en 1962, change de nom en 1985 en l'honneur du premier président de l'Angola, Agostinho Neto. En 1984, l'Université Agostinho Neto de Luanda, seule université du pays, comptait 4 493 étudiants, mais ce nombre nombre tombe à 3 195 en 1986. En 1986, 72 330 personnes au total sont inscrites à des programmes d'enseignement primaire pour adultes.
Le gouvernement commence la mise en œuvre de son plan d'éducation en étroite collaboration avec ses alliés géopolitiques, comme Cuba et l'Union soviétique. Des centaines d'enseignants cubains et soviétiques vont enseigner en Angola et environ 5 000 étudiants angolais se forment à Cuba ou en Union soviétique . Malgré les efforts du gouvernement, l'insurrection de l'UNITA empêche la construction d'un nouveau système éducatif sur les vestiges de celui hérité des Portugais . Entre 1977 et le milieu des années 1980, la scolarisation diminue . Les exigences de la guerre drainent des fonds qui auraient autrement pu être affectés à la construction d'écoles, à l'impression de livres et à l'achat de matériel . Les combats perturbent aussi l'éducation de centaines de milliers d'enfants .
Plusieurs organisations angolaises deviennent actives au cours des années 1980 dans la recherche de meilleures installations éducatives. En 1987, la JMPLA lance une campagne spéciale de recrutement de mille jeunes pour enseigner dans les écoles primaires de la province de Luanda. Les personnes diplômées du secondaire et du supérieures, ainsi que certains travailleurs, sont concernées par cette campagne. L'OMA parraine des programmes pour alphabétiser les femmes et participe à des programmes visant à réduire la mortalité infantile et à promouvoir la planification familiale. Des militaires forment un groupe spécial en 1980, le huitième contingent de la Brigade des Camarades Dangereux, dont la fonction essentielle était d'enseigner à l'école primaire.
En 1988, selon le Centre d'information sur la défense des États-Unis, le gouvernement angolais dépense plus par habitant pour l'armée (892 dollars) que pour l'éducation (310 dollars). La guerre dans les régions du sud et du centre du pays empêche la diffusion du système scolaire.

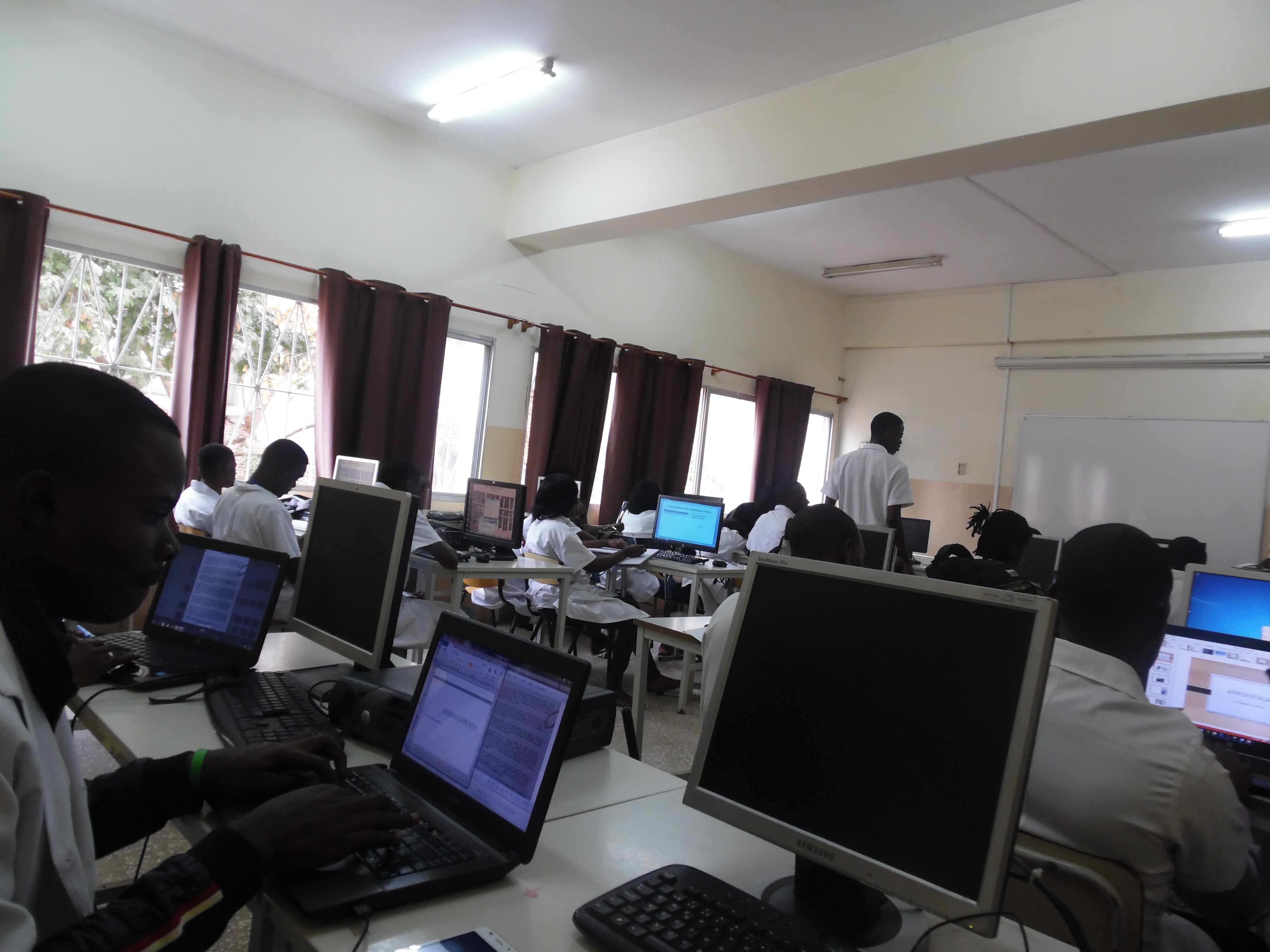
Jjh

Après l'indépendance du Portugal en 1975, les étudiants angolais, surtout ceux des classes dominantes, continuent à être admis dans les lycées, instituts polytechniques et universités portugais, du fait des accords bilatéraux entre les gouvernements portugais et angolais. Cependant, beaucoup de ceux qui étudient dans des pays européens comme le Portugal et la Russie ne terminent pas leurs études ou ne retournent pas en Angola.
La publication du rapport annuel 1999 de l'UNICEF sur La situation des enfants dans le monde prévoit que les taux d'analphabétisme augmenteraient au vingt-et-unième siècle car un enfant sur quatre dans les pays les plus pauvres ne serait pas scolarisé. En 1998, l'Angola à lui seul comptait plus de 50 % de ses enfants de moins de douze ans n'étant pas scolarisés.
Bien que légalement, l'enseignement en Angola soit obligatoire et gratuit pendant huit ans, le gouvernement rapporte qu'un certain pourcentage d'élèves ne sont pas scolarisés en raison d'un manque de bâtiments scolaires et d'enseignants. Les étudiants sont souvent responsables du paiement des dépenses supplémentaires liées à l'école, y compris les frais de livres et de fournitures. En 1999, le taux brut de scolarisation primaire était de 74 % ; en 1998 (année la plus récente pour laquelle des données sont disponibles), le taux net de scolarisation dans le primaire est de 61 %. Les taux bruts et nets de scolarisation sont fondés sur le nombre d'élèves officiellement inscrits à l'école primaire et ne reflètent pas nécessairement la fréquentation scolaire.
Les inégalités de scolarisation entre zones rurales et urbaines demeurent. En 1995, 71,2 % des enfants âgés de sept à quatorze ans fréquentaient l'école, les garçons étant sûrement plus nombreux que les filles. Pendant la guerre civile angolaise (1975-2002), près de la moitié des écoles sont pillées et détruites, entraînant des problèmes de surpopulation. Le ministère de l'Éducation embauche 20 000 nouveaux enseignants en 2005 et poursuit la mise en œuvre de la formation des enseignants . Souvent, les enseignants sont sous-payés, insuffisamment formés et surchargés de travail (ils enseignent parfois en travail posté sans être remplacés ). Des enseignants exigent peut-être des pots-de-vin ou paiements de leurs élèves. D'autres facteurs, tels que la présence de mines terrestres, le manque de ressources et de papiers d'identité, et une mauvaise santé empêchent les enfants d'aller régulièrement à l'école. Malgré l'augmentation des allocations budgétaires pour l'éducation en 2004, le système éducatif angolais continue d'être sous-financé .

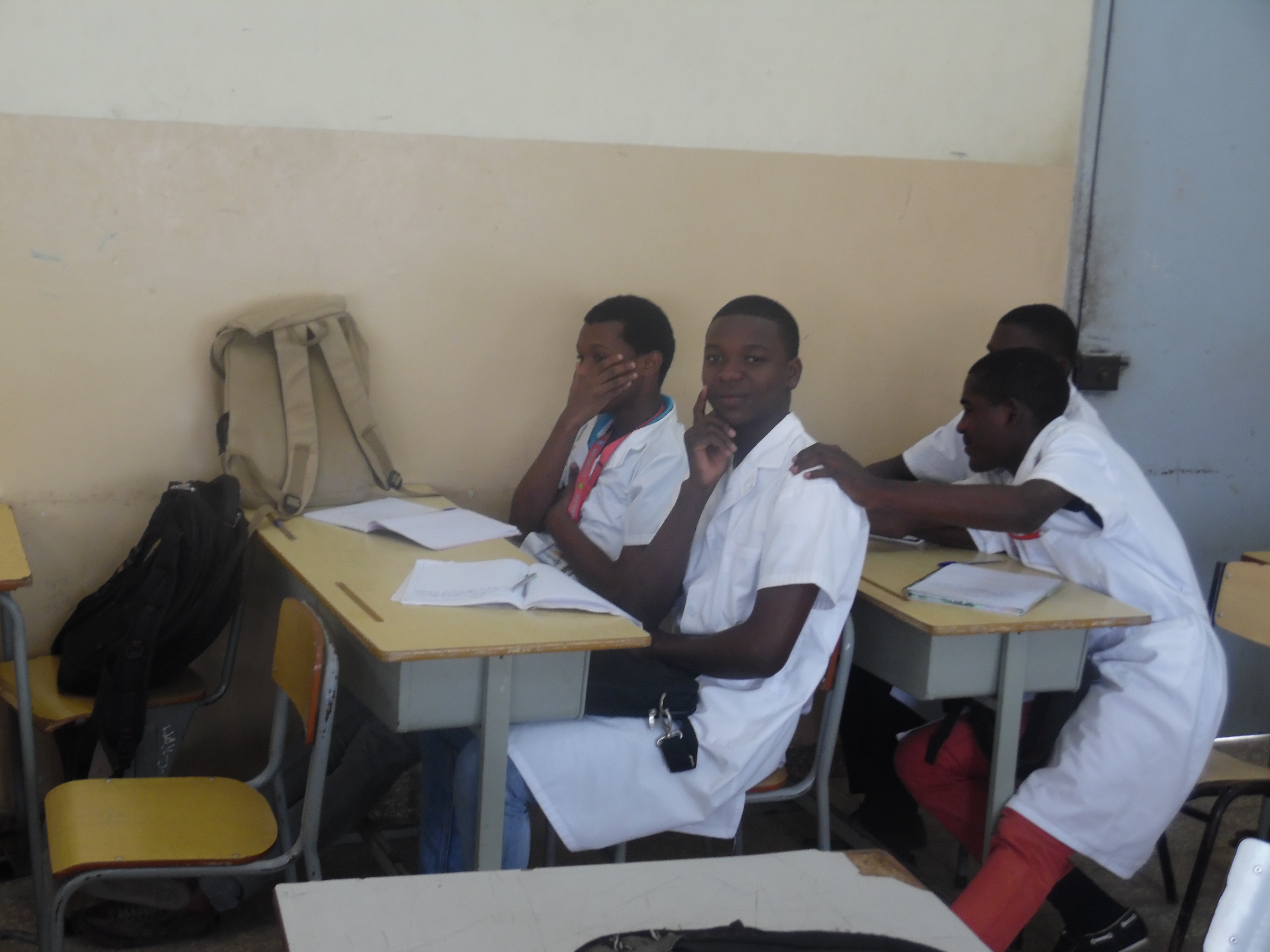
Logotipo alda

En Angola, en 1999-2000, le taux brut de scolarisation primaire est d'environ 74 % et le taux net de scolarisation primaire est d'environ 30 %. Dans les provinces les plus durement touchées par la guerre, les taux bruts de scolarisation sont en moyenne inférieurs à 40 % . En 2002, 26 % des enfants inscrits à l'école primaire atteignent la quatrième année. Les taux d'inscription, de rétention et d'achèvement en Angola tendent à être plus faibles chez les filles .
En 2002, fin de la guerre civile, l'infrastructure éducative de l'Angola est faible. Plusieurs programmes lancés après la fin de la guerre civile ont pour but d'améliorer l'éducation en Angola . En 2004, le gouvernement conclut sa campagne nationale d'inscription des enfants, qui a documenté 3,8 millions d'enfants de moins de 18 ans depuis août 2002. L'UNICEF et le Gouvernement angolais étendent leur campagne existante de retour à l'école en recrutant et en formant 29 000 nouveaux enseignants du primaire pour l'année scolaire 2004. Par conséquent, les inscriptions d'élèves augmentent de près d'un million, principalement de la 1re à la 4e année . Le nouvel objectif de ce programme et l'éducation pour tous . En avril 2004, le Ministère de l'éducation organise des consultations publiques sur le projet de plan d'action national pour l'éducation pour tous .
Plusieurs zones de réinstallation rapide, les zones les plus durement touchées par la guerre civile angolaise (1975-2002) et les zones rurales reculées continuent de manquer de services sociaux fondamentaux, qui incluent l'éducation. Cette absence de services entraîne une migration accrue vers les capitales municipales et provinciales, où les services fondamentaux et les écoles fonctionnent au-delà de leurs capacités. Bien que la construction d'écoles primaires reçoivent un soutien des donateurs, plusieurs de ces écoles nouvellement construites manquent d'enseignants qualifiés, de programmes d'études, de personnel et de ressources et de soutien indispensables . L'éducation non formelle viable, l'éducation accélérée, la formation professionnelle et d'autres types d'éducation alternative sont rares et manquent d'enseignants qualifiés, de personnel, de ressources et de soutien.
Des années de conflit ont laissent plusieurs étudiants, y compris d'anciens enfants soldats, traumatisés et physiquement handicapés.Les mauvais traitements subis par de nombreuses filles enlevées et touchées par la guerre les rendent vulnérables et certaines ont de jeunes enfants nécessitant des soins pendant les heures de classe . Pendant le conflit, plusieurs élèves manquèrent des années de scolarité : des élèves trop âgées et en surnombre étaient présents en classe. Pour ces jeunes, les services qui leur sont offerts sont souvent insuffisants pour répondre à leurs besoins particuliers .
Certaines formations d'enseignants et programmes communautaires ont inclus une formation spéciale pour les adultes travaillant avec d'anciens enfants soldats, des enfants touchés par la guerre et des enfants engagés ou risquant d'être engagés dans les pires formes de travail des enfants . Certains programmes, mesures politiques et ressources de protection sociale et d'éducation sont révisées et s'adaptent à cette éducation .

## Enseignement primaire au vingt-et-unième siècle

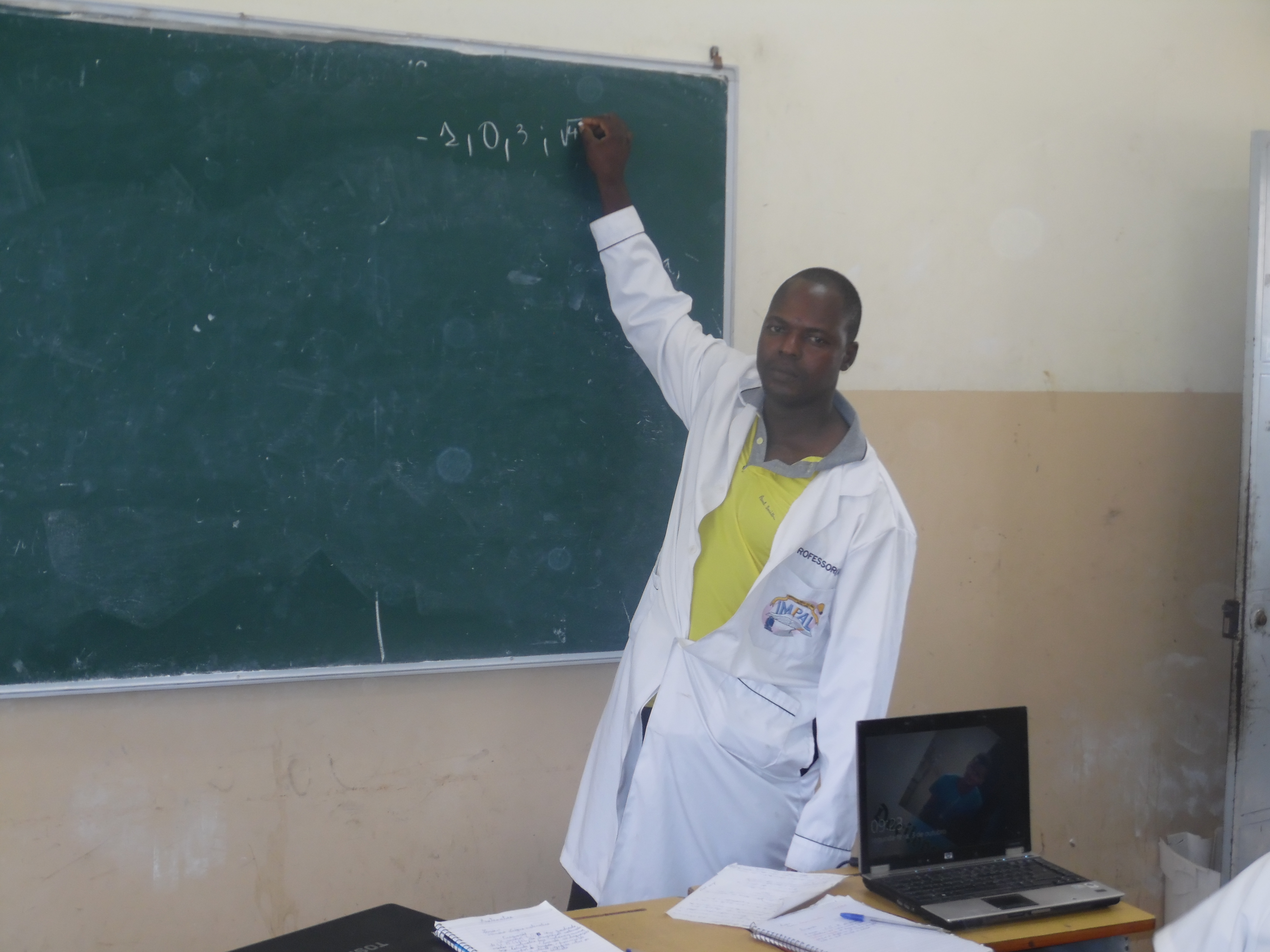
Logotipo alda

Après la fin de la guerre civile angolaise en 2002 et avec la hausse des prix du pétrole à la fin des années 2000, le gouvernement angolais collecte des ressources financières au moyen de taxes sur les bénéfices de l'extraction du pétrole et des diamants. Cette augmentation du budget gouvernemental ainsi que la fin du conflit armé constituent une occasion d'amélioration pour l'éducation. Le ministère angolais de l'Éducation a demandé la mise en œuvre du « système cubain » (méthode d'enseignement cubaine) à partir de mars 2009 dans les provinces de Luanda, Benguela, Huambo et Bié, pour être ensuite étendu à d'autres régions du pays. La méthode est mise en œuvre pour la première fois en février à Luanda, en tant que projet expérimental, pour lequel un groupe de dix enseignants de Cuba se rend en Angola au début de 2009. Les dirigeants angolais cherchent à éliminer l'analphabétisme généralisé avant 2014 ou du moins à le réduire dans une moindre mesure d'ici cette année-là .

## Enseignement supérieur
Immédiatement après l'indépendance, l'Université coloniale de Luanda a été rebaptisée Universidade de Angola, et en 1979 Universidade Agostinho Neto (UAN). En 1998, l'Église catholique fonde, également à Luanda, l'Universidade Católica de Angola (UCAN). L'UAN se compose d'environ 40 facultés dispersées sur la majeure partie du territoire. Dans le sillage de la libéralisation politique, les universités privées se développent dans les années 2000 . Certaines d'entre elles sont liées à des universités portugaises (Universidade Lusíada, Universidade Lusófona et Universidade Jean Piaget) toutes à Luanda. D'autres sont des initiatives endogènes : Universidade Privada de Angola (Luanda et Lubango), Universidade Técnica de Angola (Luanda), Universidade Metodista (Luanda), Universidade Metropolitana (Luanda) et Instituto Superior de Ciências Sociais e Relações Internacionais (Luanda). La création d'une université islamique à Luanda est annoncée par l'Arabie saoudite. En 2009, l'UAN se sépare : alors qu'elle existe toujours sous le même nom à Luanda et dans la province de Bengo, les facultés de Benguela, Cabinda, Huambo, Lubango, Malanje et Uíge constituent désormais des universités publiques autonomes.